# Procesul alpha
Procesul alpha (sau reacția alfa) este una din cele două clase de reacții de fuziune nucleară prin care stele convertesc heliu în elemente mai grele, celelalte reacții fiind Procesul triplu-alfa. În timp ce Procesul triplu-alfa necesită numai heliu, o dată ce carbonul este prezent alte reacții care consumă heliu sunt posibile:
{\displaystyle \mathrm {_{6}^{12}C} +\mathrm {_{2}^{4}He} \rightarrow \mathrm {_{8}^{16}O} +\gamma +Q}, Q = 7,16 МeV
{\displaystyle \mathrm {_{8}^{16}O} +\mathrm {_{2}^{4}He} \rightarrow \mathrm {_{10}^{20}Ne} +\gamma +Q}, Q = 4,73 МeV
{\displaystyle \mathrm {_{10}^{20}Ne} +\mathrm {_{2}^{4}He} \rightarrow \mathrm {_{12}^{24}Mg} +\gamma +Q}, Q = 9,31 МeV
{\displaystyle \mathrm {_{12}^{24}Mg} +\mathrm {_{2}^{4}He} \rightarrow \mathrm {_{14}^{28}Si} +\gamma +Q}, Q = 9,98 МeV
{\displaystyle \mathrm {_{14}^{28}Si} +\mathrm {_{2}^{4}He} \rightarrow \mathrm {_{16}^{32}S} +\gamma +Q}, Q = 6,95 МeV
{\displaystyle \mathrm {_{16}^{32}S} +\mathrm {_{2}^{4}He} \rightarrow \mathrm {_{18}^{36}Ar} +\gamma }
{\displaystyle \mathrm {_{18}^{36}Ar} +\mathrm {_{2}^{4}He} \rightarrow \mathrm {_{20}^{40}Ca} +\gamma }
{\displaystyle \mathrm {_{20}^{40}Ca} +\mathrm {_{2}^{4}He} \rightarrow \mathrm {_{22}^{44}Ti} +\gamma }
{\displaystyle \mathrm {_{22}^{44}Ti} +\mathrm {_{2}^{4}He} \rightarrow \mathrm {_{24}^{48}Cr} +\gamma }
{\displaystyle \mathrm {_{24}^{48}Cr} +\mathrm {_{2}^{4}He} \rightarrow \mathrm {_{26}^{52}Fe} +\gamma }
{\displaystyle \mathrm {_{26}^{52}Fe} +\mathrm {_{2}^{4}He} \rightarrow \mathrm {_{28}^{56}Ni} +\gamma }
Toate aceste reacții au o rată foarte scăzută și, prin urmare, nu contribuie în mod semnificativ la producerea energiei în stele. Reacții cu elementele mai grele decât neonul (numărul atomic > 10) au loc chiar și mai puține datorită creșterii barierei lui Coulomb.